# 浅間川
浅間川（あさまがわ）は、江戸時代以前（利根川東遷事業以前）の利根川中流域の主要分流の一つで現在は廃川である。東利根とも称されていた。埼玉県加須市を流れていた。

## 概要
浅間川は利根川の分流の一つで、利根川本流は羽生市上川俣で会の川と浅間川とへ分かれ、4km下った埼玉県加須市飯積では更に合の川を分かち、同市川口に至り再び浅間川は会の川と合流し利根川本流となり南に流れ東京湾へ注いだ（この川口以南は現在の古利根川であり、河口付近はほぼ現在の隅田川の下流）。
浅間川は川口の上流北東1 kmの久喜市佐間・加須市琴寄で分岐があり、南西流は川口へ向かったが、北東流は加須市旗井・久喜市栗橋の権現堂川流頭で渡良瀬川に繋がる。両者は、加須市と久喜市との境界を流れ、武蔵国と下総国の当初の国境に当たり、元来は、渡良瀬川自身の南西流だったという考えもある。
元和7年（1621年）に飯積から1 km下流の加須市佐波から旗井（久喜市栗橋の北1 km）まで渡良瀬川に繋がって存在していた分流路を、利根川本流を通す目的で直線状に改めるように開削し（新川通）、同時に浅間川は佐間で分岐する南西流が締め切られた。
その後、浅間川は、天保9年（1838年）に佐波で流頭が締切られ、廃川となった。